# Benakanahalli, Channagiri
Benakanahalli là một làng thuộc tehsil Channagiri, huyện Davanagere, bang Karnataka, Ấn Độ.